# Onze-Lieve-Vrouw-Hemelvaartkerk (Hoogerheide)
De Onze-Lieve-Vrouw-Hemelvaartkerk van Hoogerheide stamt uit 1888 en is in neogotische stijl gebouwd op de plek waar eerst een oudere kerk uit 1769 stond.
Boven de ingang is een beeld van Maria te zien. Voor de kerk staat een Heilig Hartbeeld (1931) van Jan Custers.
De tuin van de voormalige pastorie is heden ten dage in gebruik als parkeerplaats. De pastorie zelf is inmiddels verbouwd tot hotel-restaurant.

## Trivia
- Op 7 december 2006 vond in deze kerk de uitvaart van Jesse Dingemans plaats.

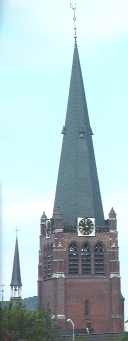
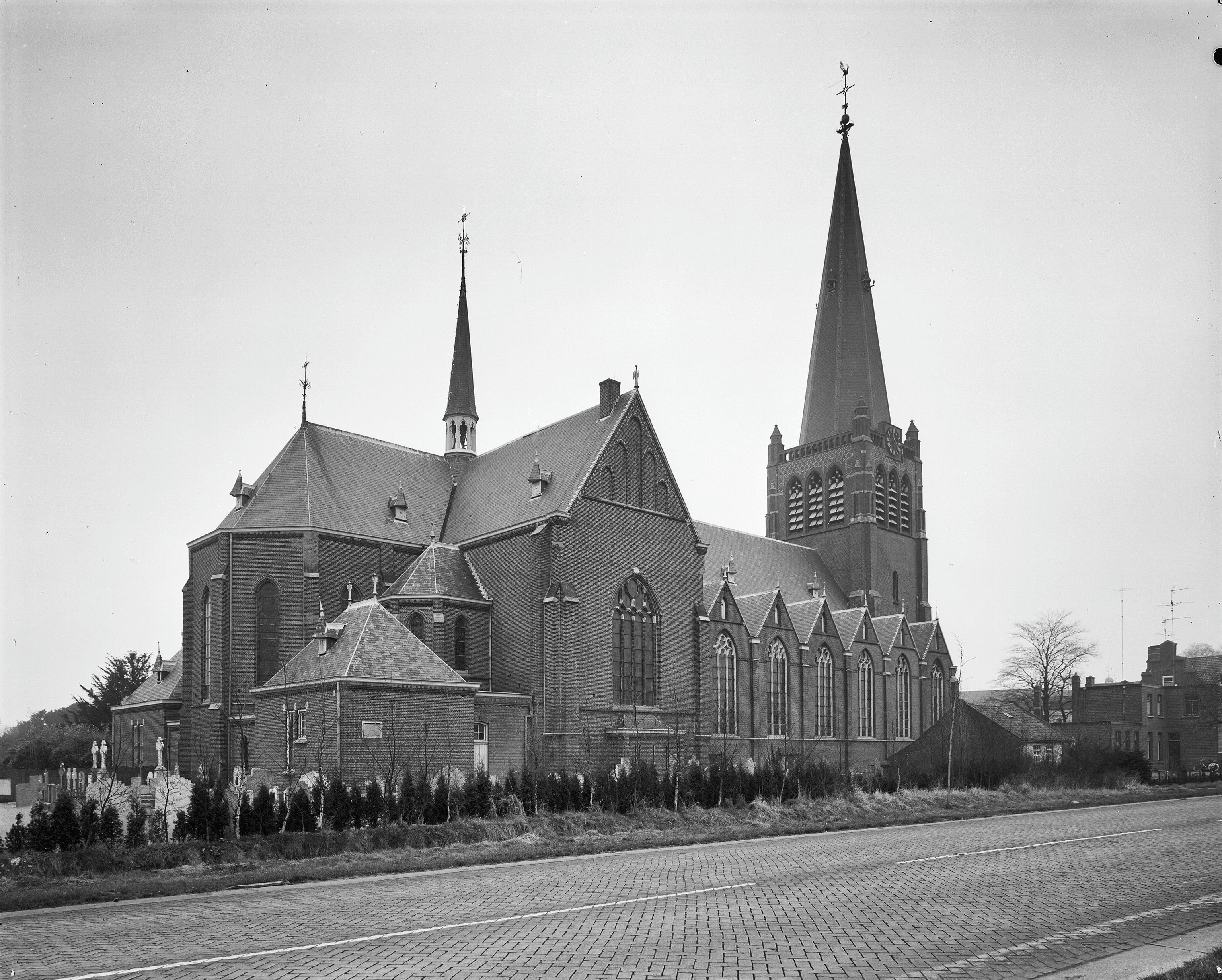
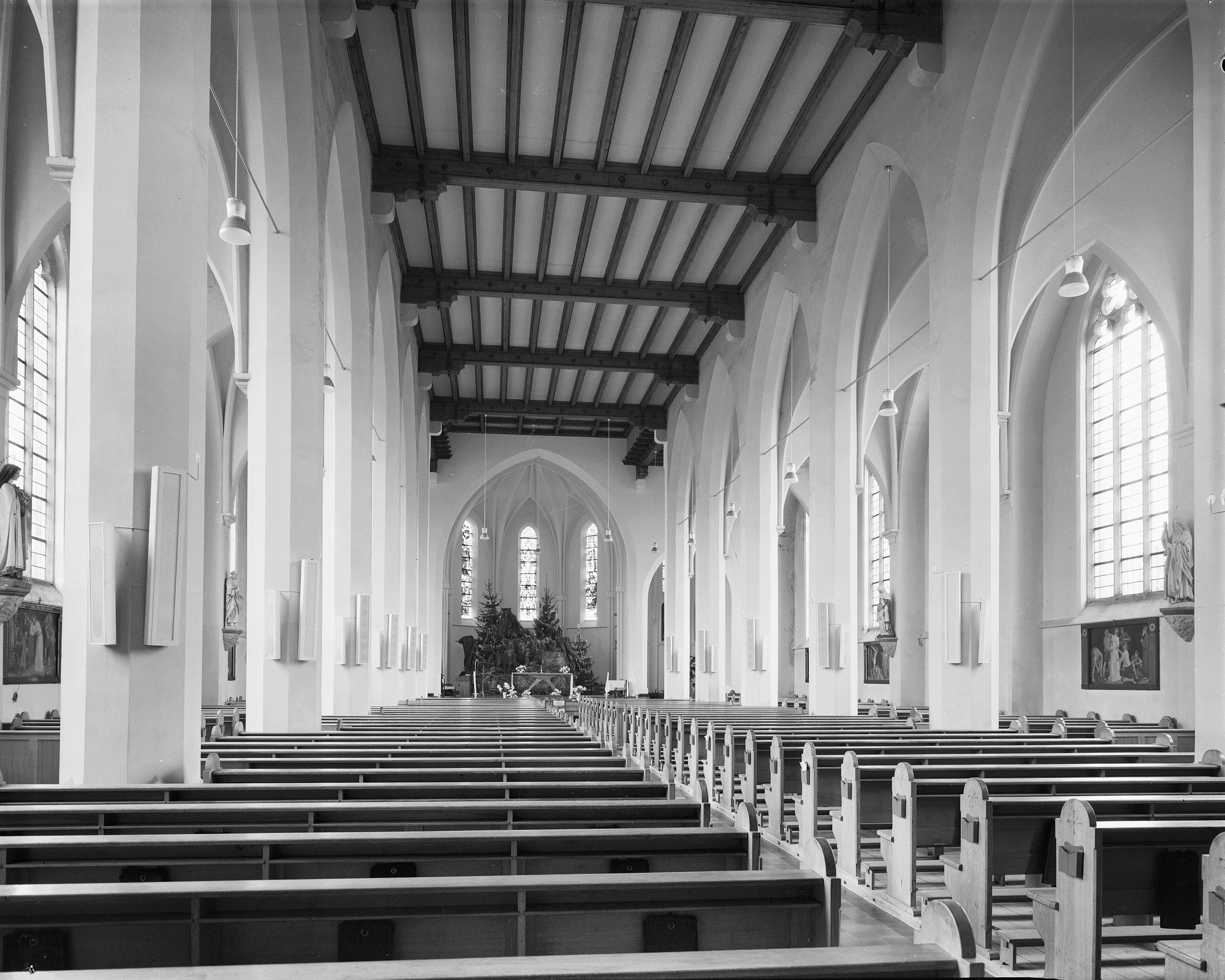
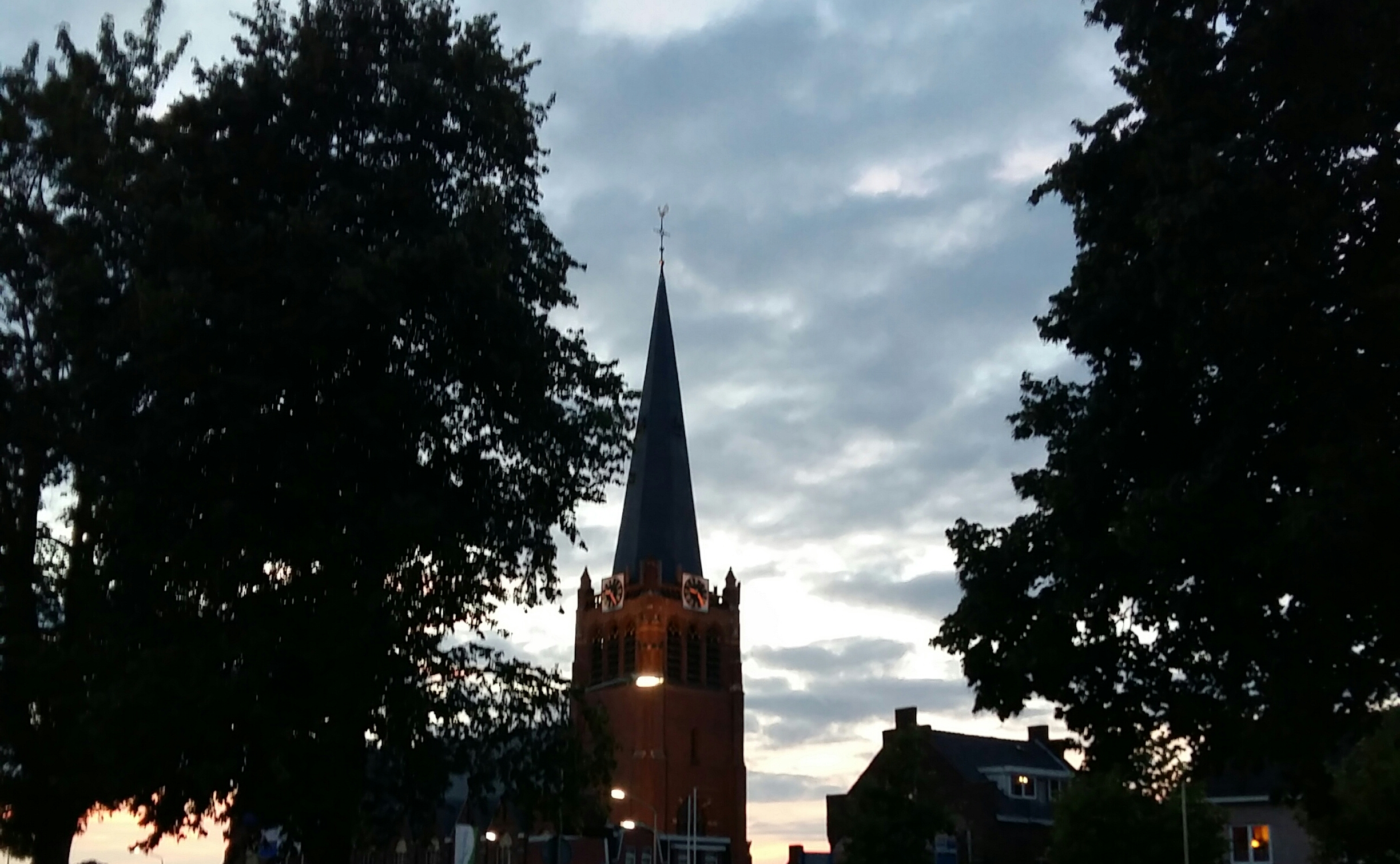